# Badal (metrostation)
Badal is een metrostation aan lijn 5 van de Metro van Barcelona.
Het station ligt onder Carrer de Sants tussen Carrer Arizala en Carrer Sant Feliu de Guíxols. Het is geopend in 1969, als het eerste stuk van lijn 5, tussen Diagonal en Collblanc wordt geopend. In 1999 is het gehele interieur vernieuwd. 
Dit station met zijperrons van 94 meter heeft aan elk uiteinde een kaartverkoophal. De westelijke heeft twee ingangen, een aan de Carrer Arizala en een aan de Carrer Carreras Candi. De oostelijke heeft er een, aan de Carrer de Sants.